# DAR-6
Cvičné letadlo DAR-6 navrhl konstruktér ing. Cvetan Lazarov, který zaujal pozici po odešlém konstruktéru ing. Hermannu Winterovi zpět do Německa. Letoun vyrobila bulharská společnost DAR – Daržavna Aeroplanna Rabotilnica (bulharsky: Държавна Аеропланна Работилница, česky: Státní letecká dílna) z Božuriště nedaleko Sofie. Prototyp výrobního čísla 45 obdržel 19. ledna 1932 imatrikulační číslo LZ-BZL. Celkem byly v letech 1932–1934 vyrobeny 2 prototypy, ale letoun se nedostal do sériové výroby.

## Vznik a vývoj
Tento letoun se zúčastnil soutěže na bulharský cvičný letoun, ale nebyl v soutěži vybrán, protože u letounu Caproni Ca.100 (Kaproni Bulgarski KB-1) vyráběném v bulharském Kanzalaku byly dosaženy výhodnější parametry. V roce 1934 byl dokončen druhý prototyp (v. č. 46), na kterém bylo provedeno několik konstrukčních změn. Ale ani tento letoun nebyl tak kvalitní, aby byla objednána bulharským letectvem sériová výroba.
Letoun měl být používán pro pokračovací pilotní výcvik.

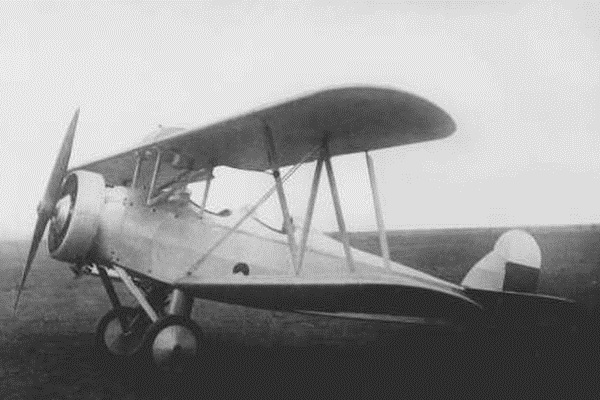
DAR-6 II s motorem Walter Mars

## Popis letounu
Letoun byl konvenční dvouplošník s pevným podvozkem. Dvoučlenná posádka, sedadla v tandemovém uspořádání s otevřenými kokpity. Trup byl příhradové konstrukce svařované z ocelových trubek a byl v přední a horní části (ve výšce kokpitů) zakryt duralovým plechem a na ostatních površích plátnem. Křídla dřevěné konstrukce byla pokryta plátnem. Horní křídlo se skládalo ze dvou polovin připevněných k trupu. Horní křídlo bylo rozměrově shodné s dolním křídlem, což umožňovalo jejich zaměnitelnost. Klasický podvozek se dvěma široce rozloženými hlavními koly a kovovou ocasní ostruhou.
Byl poháněn hvězdicovými motory Walter. Každý z prototypů měl jiný motor. První prototyp měl Walter Vega, což měla být verze pro základní výcvik. Druhý prototyp (pokročilá tréninková verze) byl vybaven motorem Walter Mars 107/110 kW (145/150 k) s prstencovým krytem motoru Townend a s dvoulistou dřevěnou vrtulí pevného stoupání. Tato varianta měla kapotované vzpěry a přepracovaný dělený podvozek. V literatuře je tento typ označován jako DAR-6 II popřípadě jako jako DAR 6a.

## Uživatelé
- Bulharsko
  - Bulharské letectvo

## Specifikace
Data dle

### Technické údaje
- Posádka: 2 (pilot a žák)
- Rozpětí: 9,05 m
- Délka: 6,85 m (DAR-6 I), 6,65 m (DAR-6 II)
- Výška: 2,85 m
- Celková nosná plocha: 19,30 m2
- Prázdná hmotnost: 510  kg
- Max. vzletová hmotnost: 770  kg
- Pohonná jednotka (typ DAR-6 I): vzduchem chlazený pětiválcový hvězdicový motor Walter Vega
- Výkon pohonné jednotky:
  - jmenovitý: 62,5 kW (85 k) při 1750 ot/min
  - vzletový: 66,2 kW (90 k) při 1800 ot/min
- Pohonná jednotka (typ DAR-6 II): vzduchem chlazený devítiválcový hvězdicový motor Walter Mars
- Výkon pohonné jednotky:
  - jmenovitý: 107 kW (145 k) při 1750 ot/min
  - vzletový: 110 kW (150 k) při 1800 ot/min
- Spotřeba paliva: 225–230 g·h−1·k−1 / 306–313 g·h−1·kW−1
- Vrtule: dvoulistá dřevěná vrtule

### Výkony
- Maximální rychlost: 155 km/h (DAR-6 I), 180 km/h (DAR-6 II)
- Dolet: 450 km (DAR-6 I), 715 km (DAR-6 II)
- Dostup: 3 700 m (DAR-6 I), 4 200 m (DAR-6 II)
- Stoupavost: 2,2 m/s (DAR-6 I), 3,5 m/s (DAR-6 II)